# Ciclismo ai Giochi della XXIX Olimpiade - Inseguimento individuale maschile
Le gare di Inseguimento individuale maschile dei Giochi della XXIX Olimpiade furono corse il 15 e 16 agosto al Laoshan Velodrome, in Cina. La medaglia d'oro fu vinta dal britannico Bradley Wiggins.
Vide la partecipazione di 18 atleti.

## Risultati

### Round di qualificazione
Il round di qualificazione vide i 18 partecipanti gareggiare uno contro l'altro in gare da due, su una distanza di 4000 metri. Gli atleti con i migliori otto tempi passarono al turno successivo.
Nota: OR record olimpico
| Manche | Atleta             | Tempo    | Posiz | Note  |
| ------ | ------------------ | -------- | ----- | ----- |
| 1      | Fabien Sanchez     | 4'33"100 | 15    |       |
| 1      | Brett Lancaster    | 4'26"139 | 12    |       |
| 2      | Carlos Alzate      | 4'35"154 | 16    |       |
| 2      | Steven Burke       | 4'22"260 | 5     | Q     |
| 3      | Antonio Tauler     | 4'22"462 | 6     | Q     |
| 3      | Jens Mouris        | 4'27"445 | 13    |       |
| 4      | Vitalij Popkov     | 4'30"321 | 14    |       |
| 4      | Alexandr Pliuschin | 4'35"438 | 17    |       |
| 5      | Sergi Escobar      | 4'26"102 | 10    |       |
| 5      | Aleksandr Serov    | 4'23"732 | 8     | Q     |
| 6      | Taylor Phinney     | 4'22"860 | 7     | Q     |
| 6      | Volodymyr Djudja   | 4'21"530 | 4     | Q     |
| 7      | Bradley McGee      | 4'26"084 | 9     |       |
| 7      | David O'Loughlin   | 4'26"102 | 11    |       |
| 8      | Jenning Huizenga   | 4'37"097 | 18    |       |
| 8      | Hayden Roulston    | 4'18"990 | 2     | Q     |
| 9      | Bradley Wiggins    | 4:15.031 | 1     | Q, OR |
| 9      | Aleksej Markov     | 4:21.498 | 3     | Q     |

### Primo turno
Il primo turno vide l'accoppiamento degli atleti in base ai tempi del turno precedente, quindi il primo contro l'ottavo e così via. I vincitori di ogni gara passarono al turno finale: i vincitori con i due migliori tempi si affrontarono per l'oro e i restanti due per il bronzo.
| Manche | Atleta           | Tempo    | Posiz | Note |
| ------ | ---------------- | -------- | ----- | ---- |
| 1      | Steven Burke     | 4'21"558 | 3     | Q    |
| 1      | Volodymyr Djudja | 4'22"471 | 5     |      |
| 2      | Aleksej Markov   | 4'22"308 | 4     | Q    |
| 2      | Antonio Tauler   | 4'24"974 | 6     |      |
| 3      | Hayden Roulston  | 4'19"232 | 2     | Q    |
| 3      | Taylor Phinney   | 4'26"644 | 8     |      |
| 4      | Bradley Wiggins  | 4'16"571 | 1     | Q    |
| 4      | Aleksandr Serov  | 4'25"391 | 7     |      |

### Turno finale
I due atleti con i migliori tempi del secondo turno si affrontarono per la medaglia d'oro, mentre gli altri due per il bronzo.
Gara per l'oro
| Posiz | Atleta          | Tempo    | Note |
| ----- | --------------- | -------- | ---- |
| 1     | Bradley Wiggins | 4'16"977 |      |
| 2     | Hayden Roulston | 4'19"611 |      |

Gara per il bronzo
| Posiz | Atleta         | Tempo    | Note |
| ----- | -------------- | -------- | ---- |
| 3     | Steven Burke   | 4'20"947 |      |
| 4     | Aleksej Markov | 4'24"149 |      |